# Народно читалище „Хаджи Ненчо Д. Палавеев – 1869“
Народно читалище „Хаджи Ненчо Д. Палавеев – 1869“ в Копривщица е основано през 1869 г. по инициатива на главния даскал Найден Попстоянов, който е и автор на читалищния устав. Носи името на търговеца Ненчо Палавеев.
По спомени на стари хора и от годишните отчети на читалищните настоятелства е видно, че от 1860 година в града съществува обществена библиотека. Ползвайки опита, натрупан в Свищов, Найден Попстоянов през 1869 година съставя устава на читалището, а цялото книжовно имущество на училищната библиотека преминава в него за всеобщо ползване. Тогава Копривщенското читалище получава името „Неофит Рилец“, а годината се приема за година на основаването му. В читалището в 2 големи витрини са изложени книги, закупени от Христо-Дановата книжарница в Пловдив и книги, донесени от Цариград от абаджийския еснаф. Ако се съди по номерата на запазени старопечатни книги от онова време, библиотеката е разполагала с около 500 тома и около 100 годишни издания на периодичния печат.
Читалището набира средства за своята просветителска, издателска и благотворителна дейност основно от членски внос, но и от организиране на лотарии, приходи от театрални представления и даже от лихварски операции. Проблемите на организацията намират отражение по страниците на вестниците „Македония“, „Напредък“ и „Век“. Съпричастен е и местният ръкописен вестник „Тръба“.
Успоредно с увеличаването на книжния фонд, с провеждането на сказки и вечеринки се стига до първия театрален спектакъл. С бутафорни дрехи от хартия даскалите през 1874 г. представят „Изгубена Станка“, сетне „Иванку, убиецът на Асеня“ от Васил Друмев и „Многострадална Геновева“ от Лудвиг Тик в превод от Кръстю Пишурка.
Читалището провежда широка просветна и дарителска дейност: обявява конкурс за написването на „Учебник по българска история“, дарява в периода 1873 – 1874 г. 1260 гроша на Македонската благотворителна дружина, през 1874 г. подпомага изграждането на училищната сграда в Мелник.
През 1908 г. копривщенското читалище е преименувано на „Хаджи Ненчо Палавеев“ по настояване на дарителя, който финансира поетапното преустройство на бившата бояджийница в читалищна сграда с театрален и киносалон. Проекта по преустройството е на арх. А. Квалаб, осъществен през 1909 г. В периода 1953 – 1990 г. читалището носи името на копривщенския учител и деец на БРП (к) Яко Доросиев.
При подновяването на дейността на театралния колектив в постановките на „Майстори“ от Рачо Стоянов и „Свекърва“ от Антон Страшимиров правят забележително впечатление актьорските изпълнения на Недельо Меслеков (1934 – 2002), Райна Косева (1903 – 1986) и Александър (Сашо) Божинов (1926 – 2003).
През 1962 година с участие на цялото гражданство на Копривщица е построен Младежкият дом с театрална сцена, гримьорни и сладкарница. Сградата е дарена от Община Копривщица на читалището след политическите промени в края на ХХ век.
Копривщенското читалище оставя незаличими следи в обществения живот на града. То е гражданска организация, която издържа превратностите на времето, за да мотивира своето съществуване и в наши дни. Чрез читалището копривщенци и днес се докосват до възрожденската драма и театър, песенното и танцово изкуство на българина, откриват широкия свят и неговата пъстрота. Читалищната библиотека разполага с 31 863 тома и до днес осигурява достъп до книги, вестници, списания и интернет. Читалищната дейност запазва жива българската фолклорна традиция като е сред инициаторите, организаторите и домакин на Националния събор на българското народно творчество.

## Издания
- Пулеков, Борис Лулчев. Туристико-исторически водач за град Копривщица и околностите му със 101 илюстрации.   Копривщица, Народно читалище „Хаджи Ненчо Д. Палавеев – 1869“, 2006, 2011. ISBN 9789543620036. с. 130.
- Сапунджиев, Архимандрит Евтимий. Свещеният огън и други копривщенски разкази.   Копривщица, Народно читалище „Хаджи Ненчо Д. Палавеев – 1869“, 2008. с. 155.